# Storsjön (Anundsjö socken, Ångermanland, 705040-157200)
Storsjön är en sjö i Sollefteå kommun och Örnsköldsviks kommun i Ångermanland och ingår i Ångermanälvens huvudavrinningsområde. Sjön har en area på 17,9 kvadratkilometer och ligger 238 meter över havet.

## Delavrinningsområde
Storsjön ingår i det delavrinningsområde (704906-156883) som SMHI kallar för Utloppet av Storsjön. Medelhöjden är 276 meter över havet och ytan är 71,58 kvadratkilometer. Räknas de 17 avrinningsområdena uppströms in blir den ackumulerade arean 205,77 kvadratkilometer. Uman (Juvanån) som avvattnar avrinningsområdet har biflödesordning 2, vilket innebär att vattnet flödar genom totalt 2 vattendrag innan det når havet efter 155 kilometer. Avrinningsområdet består mestadels av skog (59 procent). Avrinningsområdet har 17,91 kvadratkilometer vattenytor vilket ger det en sjöprocent på 25 procent.